# 氟化氢根
氟化氢根，是化学式为HF2−的离子。这个中心对称的三原子阴离子具有已知最强的氢键，F-H键键长为114pm，键能大于155 kJ mol−1。一个分子轨道图显示，三个原子形成了一个三中心四电子键。需要注意的是，氢、氟按1:2结合的化合物HF2是不存在的。根据等电子体假设，HeF2也是不存在的。而氟氦阴离子FHeO−的存在性是值得怀疑的。

## 盐
一些含有HF2−的盐是常见的, 例子包括氟化氢钾（KHF2），以及[NH4][HF2]。许多盐被称作氟化物（例如 四正丁基氟化铵）能分解产生氟化氢。

## 无水氟化氢的自偶电离
氟化氢根的存在可以解释无水氟化氢异常强的酸性，自偶电离的方式类似于水。电离平衡可以表示为：
HF {\displaystyle \rightleftharpoons } H+ + F−
然而，无论H+还是F−都是被HF溶剂化的，所以更好的表示为：
3HF {\displaystyle \rightleftharpoons } H2F+(HF) + HF2−(HF)